# Blixa Bargeld

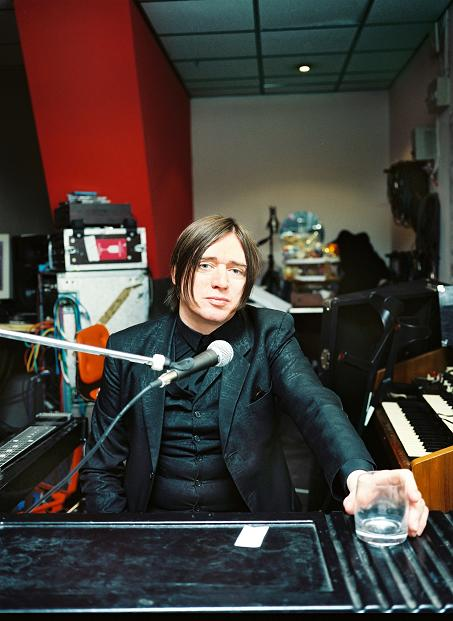
Blixa Bargeld, 2007

Blixa Bargeld (* 12. Januar 1959 in West-Berlin als Christian Emmerich) ist ein deutscher Musiker, Performance-Künstler, Komponist, Autor und Schauspieler. Er ist Frontmann der Band Einstürzende Neubauten und Gründungsmitglied der Band Nick Cave and the Bad Seeds, in der er bis 2003 als Gitarrist tätig war. Sein Pseudonym ist eine Reverenz an den dadaistischen Künstler Johannes Theodor Baargeld. Der Vorname stammt von einer Faserstiftmarke.
Nachdem seine Frau Erin ihren Nachnamen offiziell von Zhu in den Künstlernamen Bargeld hatte ändern lassen, übernahm er diesen und heißt seither bürgerlich Christian Bargeld, verwendet aber öffentlich ausschließlich den Künstlervornamen Blixa.

## Leben
Bargeld wuchs im westlichen Teil Berlins auf, wo er im Ortsteil Friedenau das Paul-Natorp-Gymnasium besuchte. 1980 wurde er als Gründer und Sänger der Gruppe Einstürzende Neubauten bekannt. Von 1984 bis 2003 war er Gitarrist der Band Nick Cave and The Bad Seeds. Er galt auch als Mitorganisator des Festivals Genialer Dilletanten. Darüber hinaus veröffentlichte er zwei Soloalben.
1987 trat er als Mitglied von Nick Cave and The Bad Seeds in Wim Wenders’ Film Der Himmel über Berlin auf. 1988 spielte er in dem Spielfilm Nihil, oder alle Zeit der Welt von Uli M Schueppel eine erste Hauptrolle. Ende der 1990er Jahre spielte er einen pyromanischen Sadisten in einem RTL-Krimi mit Iris Berben. Weiterhin war er 1996 im Film Die totale Therapie in einer Hauptrolle als Psychotherapie-Guru zu sehen. 1996 entstand der Kurzfilm Blixa Bargeld Stole My Cowboy Boots mit Michael Imperioli in der Hauptrolle, in dem Bargeld allerdings nicht selbst auftrat. 1999 wurde Bargeld für den US-Spielfilm Die Mumie verpflichtet. In dem Film hat er als Teil des „sound-designs“ das „mummy growling“ übernommen, ist also für die Mumien-Äußerungen (Schreien, Zischen usw.) verantwortlich. Bargeld war auch in Werbespots für die Baumarktkette Hornbach tätig.
1990 führte er zusammen mit Wolfgang Rindfleisch Regie für das Hörspiel Hamletmaschine, basierend auf Heiner Müllers Stück Die Hamletmaschine, mit Regieanweisungen gesprochen von Heiner Müller, Ophelia: Gudrun Gut, Musik: Einstürzende Neubauten (Bargeld, Einheit, Unruh, Hacke, Chung). Bargeld war an Theaterprojekten von Heiner Müller, Werner Schwab und Peter Zadek beteiligt. Seit Mitte der 1990er Jahre tritt er auch als Solokünstler mit den so genannten Rede/Speech Performances live auf. Dabei wird er oft vom Tonmeister Boris Wilsdorf technisch unterstützt.
2000 erarbeitete er zusammen mit Oliver Augst die Bühnenkompositionen zu Rosa Melonen Schnitt Freude nach Texten von Gertrude Stein und Rom, Blicke von Rolf Dieter Brinkmann, die sie auch gemeinsam live international aufführten. 2001 wirkte er als Sprecher an der Hörspielfassung von Michel Houellebecqs Roman Elementarteilchen mit und steuerte in gemeinschaftlicher Arbeit mit dem Komponisten Jan Tilman Schade die Musik bei. 2005 inszenierte er für die Salzburger Festspiele Warten auf die Barbaren von J. M. Coetzee.
Im Film Tod den Hippies!! Es lebe der Punk (2015) wurde er von Alexander Scheer dargestellt. 2016 und 2017 wurde Bargeld jeweils mit einem Preis für Popkultur für seine Mitwirkung bei Lang lebe der Tod (Casper) in den Kategorien „Lieblingslied“ und „Lieblingsvideo“ ausgezeichnet.
2024 beteiligte sich Bargeld als Komponist und Solist maßgeblich an dem Musiktheater-Projekt „Flammenwerfer“ über das Leben des Ausnahmekünstlers Carl Fredrik Hill. Die Inszenierung und Produktion erfolgte durch „Hotel Pro Forma“, Mitwirkende waren unter anderem die namhafte dänische Vocal-Jazzgruppe IKI.
Bargeld ist mit der Mathematikerin Erin Zhu verheiratet; das Paar hat einen Sohn. 2024 bezeichnete er sich in einem Interview als queer. Er war 30 Jahre lang bekennender Vegetarier, bis er seiner Frau zuliebe wieder mit dem Fleischessen anfing. Eigenen Aussagen zufolge verwendet Bargeld seinen bürgerlichen Namen nicht mehr und wird selbst von seiner Mutter mit dem Künstlernamen Blixa angeredet. Er lebt heute hauptsächlich in Berlin und zeitweise in San Francisco.

## Solowerke

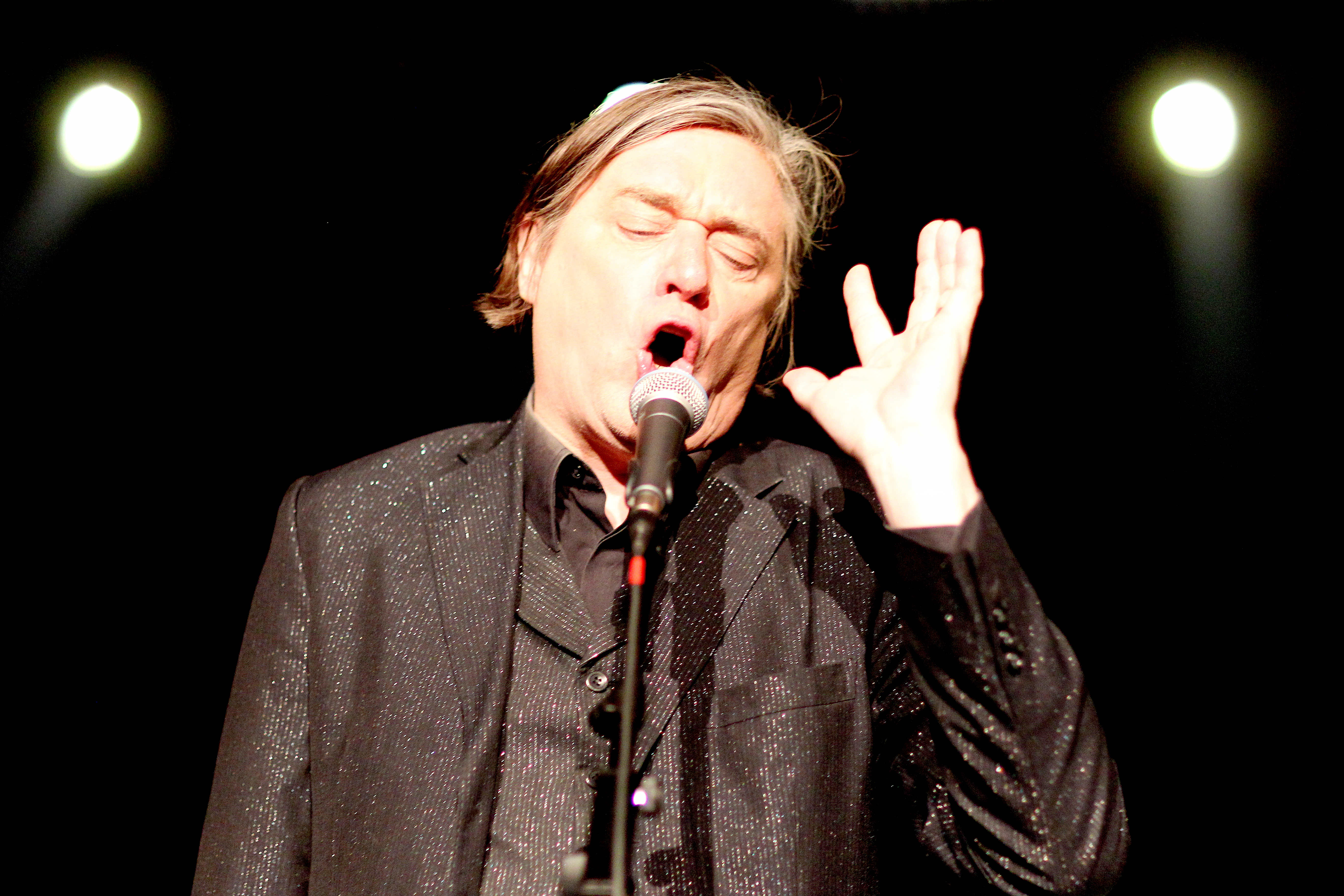
Blixa Bargeld (2018)

- Recycled (CD), 2000, zusammen mit dem Tim Isfort Orchester
- Commissioned Music (CD), 1995
- Rede/Speech (DVD), 2005
- Blixa Bargeld liest Bertolt Brecht: Erotische Gedichte (CD), 2006
- anbb: Mimikry (CD), 2010, Zusammenarbeit mit Alva Noto
- Still smiling (CD), 2013, mit Teho Teardo
- Spring (EP), 2014, mit Teho Teardo
- Nerissimo (CD/LP), 2016, mit Teho Teardo
- Fall (EP), 2017, mit Teho Teardo
- Live In Berlin (CD/LP), 2023, mit Teho Teardo
- Christian & Mauro (CD/LP) 2024, mit Teho Teardo
- Sings David Bowie (digital) 2025, mit Nikko Weidemann

## Gespräche
- Blixa Bargeld: „Ich war ja nie der Punk, der vorm Postamt rumsteht“. In: Spiegel Online. 27. Januar 2009, abgerufen am 30. Oktober 2019.
- Der Künstler Blixa Bargeld im Gespräch mit Joachim Scholl, in der Reihe Zwischentöne des Deutschlandfunks, 22. Februar 2004, 13:30–15:00 Uhr
- Arne Storn: Andere sind reich – ich bin legendär. In: Die Zeit. 26. April 2011, abgerufen am 25. Mai 2018 (Interview).
- Stefan Grissemann: Blixa Bargeld: „Wie sollte ich denn sonst weiter provozieren?“ In: Profil. 24. April 2017, abgerufen am 25. Mai 2018.

## Filmografie
- Nihil, oder alle Zeit der Welt. Spielfilm, Deutschland, 1988, Regie: Uli M Schueppel
- Das Auge des Taifun. Dokumentation, Österreich, 1992, Regie: Paulus Manker
- Jahre der Kälte/Frozen Stories. (Filmmusik) Spielfilm, Deutschland, 1994, Regie: Uli M Schueppel
- Die totale Therapie. Spielfilm, Deutschland, 1996, Regie: Christian Frosch
- Sieben Feuer des Todes. Fernsehfilm, Deutschland, 1997, Regie: Carlo Rola, Produktion: RTL
- Winterspruch. Musikfilm-Compilation, Deutschland, 1999, Regie: Rippl/Hardt. Hessischer Filmpreis 1999[10]
- Mein Leben – Blixa Bargeld. Dokumentation, Deutschland, 2008, 43 Min., Regie: Birgit Herdlitschke, Produktion: ZDF, arte[11]
- Elektrokohle (Von Wegen). Dokumentation, Deutschland 2009, Regie: Uli M Schueppel
- 20.000 Days on Earth. Großbritannien 2014. Regie: Iain Forsyth, Jane Pollard[12]
- B-Movie: Lust & Sound in West-Berlin 1979–1989. (2015), eine Dokumentation mit Mark Reeder, Jörg A. Hoppe, Klaus Maeck, Heiko Lange und Alexander von Sturmfeder.
- Anhedonia – Narzissmus als Narkose. Spielfilm, Deutschland, 2015, Regie: Patrick Siegfried Zimmer[13]

## Ehrungen
2025 erhielt Blixa Bargeld das Bundesverdienstkreuz am Bande.
Die Dinophytengattung Blixaea wurde nach Blixa Bargeld benannt.